# Reutlinger Kulturnacht
Die Reutlinger Kulturnacht ist eine seit 2007 alle zwei Jahre stattfindendes Großveranstaltung in Reutlingen.
Vorwiegend Kunstschaffende aus der Region sind mit vielfältigen kulturellen Beiträgen aus den Bereichen Musik, Theater, Kunst, Literatur, Tanz und Comedy vertreten.
Private Veranstalter, aber auch Museen und öffentliche Einrichtungen bieten ein vielseitiges Programm.
Die Aufführungsorte liegen fußläufig im Stadtgebiet verteilt.
Für die kostenpflichtigen Indoor-Events wurden im Jahr 2007 rund 6500 Tickets verkauft, 2009 etwas über 5000. 2013 erwarteten die Veranstalter wie in den Vorjahren über 7000 zahlende Besucher, auftreten würden zwischen 800 und 1000 Künstler, darunter Bands und Chöre. 2017 wurden, wie bereits zuvor, rund 7000 Tickets verkauft. Daneben erfreuen sich auch die viele kostenlosen Events im Freien großer Beliebtheit. 2021 richtete das Netzwerk Kultur ein dreitägiges Kulturpost-Festival mit Angeboten auch tagsüber und mit Hygienekonzept aus.
Für die Organisation der Kulturnacht ist der Verein Netzwerk Kultur Reutlingen e.V. verantwortlich.